# The Biggest Show on Earth
The Biggest Show on Earth è un film muto del 1918 diretto da Jerome Storm e prodotto da Thomas H. Ince. La sceneggiatura di Julien Josephson si basa su un soggetto di Florence Vincent. Ambientato in parte nel mondo del circo, il film - di cui si conserva la pellicola negli archivi del Gosfilmofond - aveva come interpreti l'attrice australiana Enid Bennett, Bliss Chevalier, Ethel Lynne, Melbourne MacDowell, Jack Nelson, Earle Rodney e Carl Stockdale.

## Trama
Roxie Kemp fa la domatrice di leoni in un circo gestito dal padre. Lui, per mantenere una promessa fatta alla moglie sul letto di morte, manda la ragazza al college. L'istituto, di alto livello, accoglie allieve dell'alta società: una di queste, Marjorie Trent, diventa amica di Roxie. Accolta in casa degli aristocratici Trent, Roxie si innamora, ricambiata, di Owen, il fratello di Marjorie. Ma la signora Trent, sospettosa, non vede di buon occhio quella relazione. Quando il circo arriva in città, durante uno spettacolo il domatore si rifiuta di continuare e, per impedire che il pubblico, infuriato, si sollevi, Roxie entra nella gabbia al posto suo. La signora Trent, che la riconosce, non vuole più avere a che fare con lei. Ma, avendo scoperto che suo marito è comproprietario del circo, finisce per accettare Roxie in famiglia.

## Produzione
Il film fu prodotto dalla Thomas H. Ince Corporation.

## Distribuzione
Il copyright del film, richiesto dalla Thomas H. Ince Corp., fu registrato il 17 aprile 1918 con il numero LP12324.

Distribuito dalla Famous Players-Lasky Corporation e Paramount Pictures, il film uscì nelle sale statunitensi il 28 aprile 1918, venendo recensito anche come The Greatest Show on Earth. In Francia, uscì il 26 dicembre 1918 con il titolo Gladys la dompteuse, in Danimarca con quello di Cirkus Mammut.  In Finlandia, fu distribuito il 21 novembre 1921.
Copia completa della pellicola si trova conservata negli archivi del Gosfilmofond di Mosca.